# Bjedug
Els bjedug (rus: Бжедуг) són una de les dotze divisions tribals dels adigué.
Al segle xix eren considerats un grup ètnic a part. Molts d'ells van emigrar a l'Imperi Otomà a la dècada de 1860, si bé encara existia una comunitat de bjedug a la riba esquerra del riu Kuban, a la república d'Adiguèsia, prop de Krasnodar, la dècada de 1980.

## Personalitats
- Margarita Mamsirova, soprano russa